# Kejsargås
Kejsargås (Anser canagicus) är en gås som lever kring Berings hav.

## Utseende

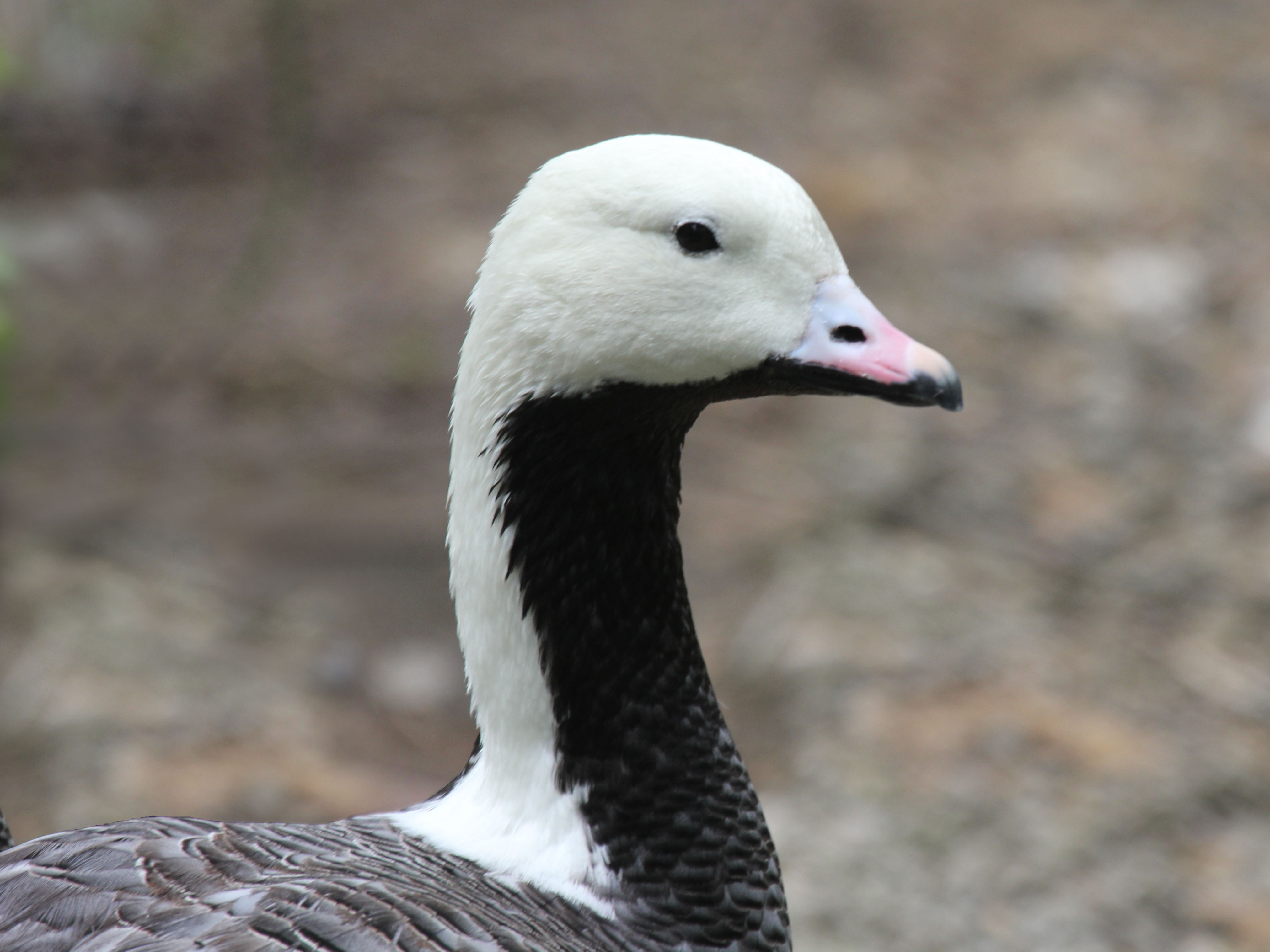

Kejsargåsen har en kompakt grå, subtilt svartstreckad kropp. Huvudet, bakre delen av halsen och stjärten är vit. På grund av det järnrika vattnet i dess habitat färgas ofta huvudet orangebrunt. Till skillnad från den blå morfen av snögås så sträcker sig aldrig det vita till framsidan av halsen. Könen är lika, men juvenilen har grått huvud.

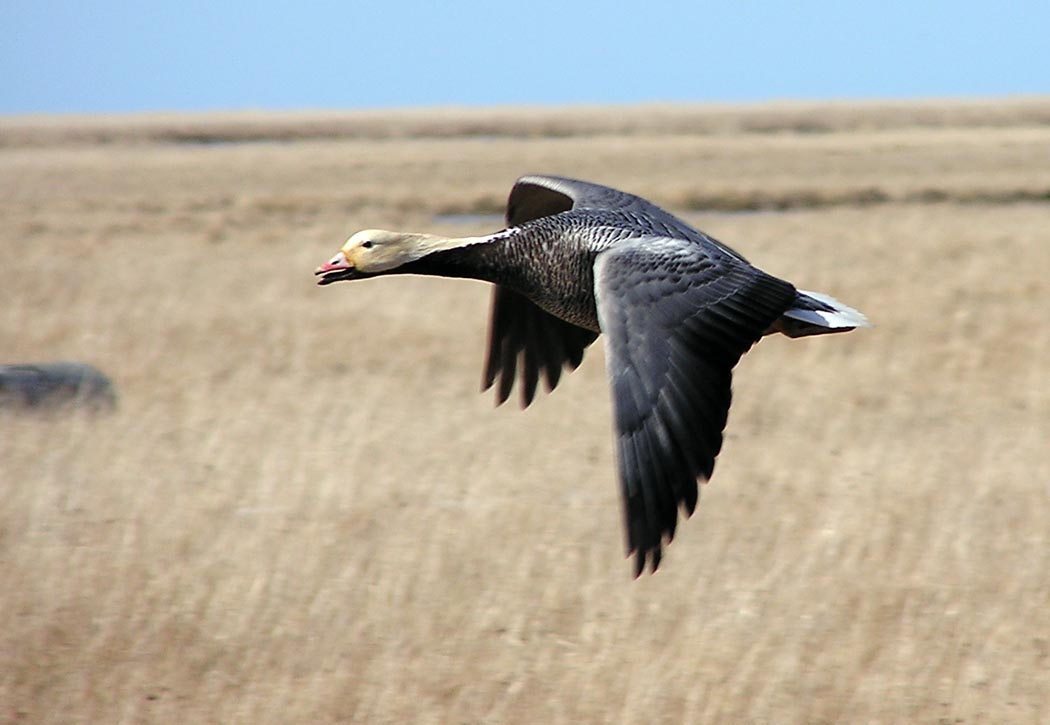
Kejsargås i flykten.

## Läten
Lätet är ett ljust och snabbt, två- eller trestavigt kacklande. Även låga, stönande ljud hörs.

## Utbredning
Kejsargåsen häckar i östra Sibirien och västra Alaska kring Berings hav och Kamtjatka. Den är en flyttfågel som främst övervintrar på Aleuterna, men även till sydvästra Alaska och östra Kamtjatka. Arten påträffas i Europa, med bland annat åtta fynd i Sverige, men det har inte gått att utesluta att fynden utgör rymlingar ur fångenskap.

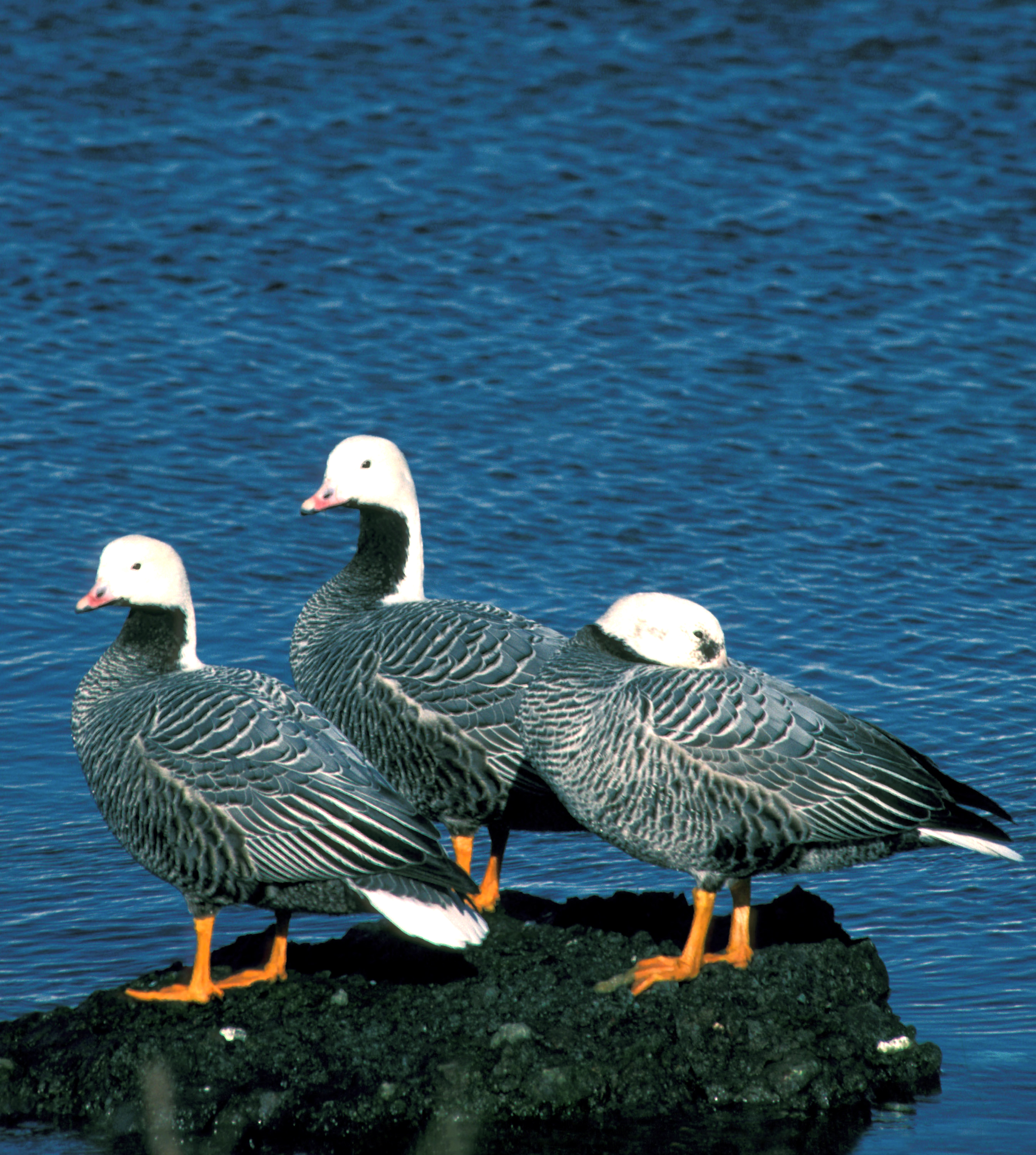
Kejsargäss på ön Adak.

## Systematik
Tidigare placerades arten i släktet Chen tillsammans med de andra nordamerikanska gässen snögås och dvärgsnögås. Genetiska studier från 2016 visar dock att arterna i Chen är inbäddade i Anser.

## Levnadssätt
Arten är mindre flockbenägen än merparten av alla andra gäss, och uppträder ofta i familjegrupper. Den häckar vid kusten av tundran och lägger tre till sju ägg i ett bo som placerar på marken. Häckande fåglar ruggar nära sin häckningsplats medan icke-häckande individer flyttar till St. Lawrence Island för att rugga, före huvudflytten till de klippiga kuststräckorna vid vinterkvarteren. Den lever främst av gräs som växer vid stranden och andra kustnära växter.

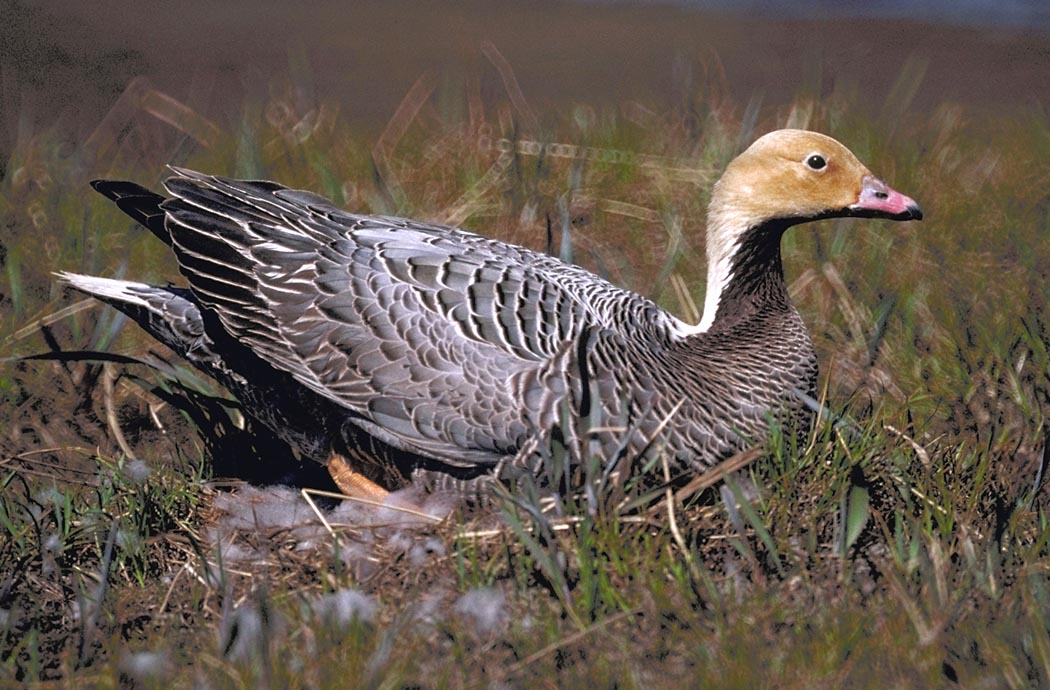
Kejsargås får ofta orangefärgat huvud på grund av de järnrika vattnet i dess habitat.

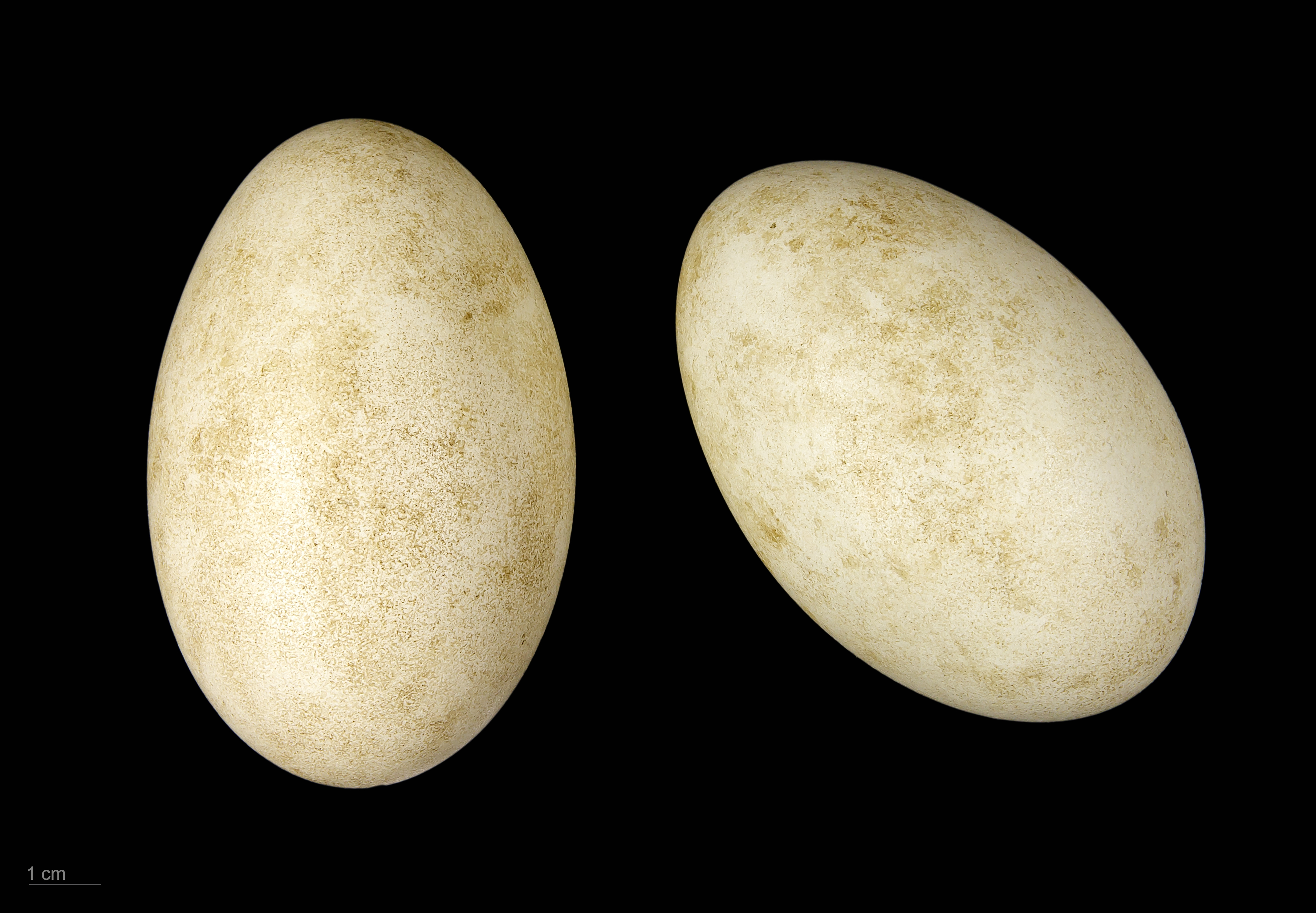
Kejsargåsens ägg.

## Status
Internationella naturvårdsunionen (IUCN) har under 2000-talet kategoriserat arten som nära hotad baserat på att arten historiskt minskat kraftigt till följd av jakt och oljeutsläpp i Alaska, där 70 % av världspopulationen häckar. Studier från rastplatser under vårflyttningen visar dock att beståndet varit stabilt mellan 1981 och 2015 medan inventering från flygplan sommartid i Yukon- och Kuskokwimdeltat 1985-2014 visar att den till och med ökat i antal. Även i Ryssland har antalet ruggande gäss på södra Tjuktjerhalvön ökat sedan mitten på 1990-talet. Jakt tros inte heller längre utgöra ett hot mot arten. IUCN nedgraderade därför 2023 kejsargåsen till den lägsta hotkategorin livskraftig. Världspopulationen uppskattas till mellan 90 000 och 120 000 vuxna individer.

## Namn
Dess vetenskapliga namn canagicus härstammar från Kanaga som är en ö inom Aleuterna.